# کبوتر میوه‌خوار تاج‌زرشکی
کبوتر میوه‌خوار تاج‌زرشکی (نام علمی: Ptilinopus porphyraceus) گونه‌ای از پرندگان خانواده کبوتران است. در ساموآی آمریکا، فیجی، جزایر مارشال، نیوئه، ساموآ، تونگا و جزایر والیس و فوتونا یافت می‌شود. زیستگاه طبیعی آن جنگل‌های دشت نمناک نیمه‌گرمسیری یا گرمسیری و جنگل‌های حرای نیمه‌گرمسیری یا گرمسیری است.